# Vreemd Volk (Spookermonde)
Vreemd Volk (Engels: Aliens in the Sky) is het vierde deel uit de jeugdboekenserie Spookermonde van de Amerikaanse auteur Christopher Pike. Het verscheen in 1996 in de Verenigde Staten en werd in 1997 vertaald in het Nederlands.

## Verhaal
Vliegende schotels landen nabij Spookermonde. De schepsels met grote hoofden en grote ogen nemen Adam en zijn vrienden in een ruimteschip mee naar hun thuisplaneet.

## Personages
- Cindy Makey
- Adam Freeman
- Watch
- Sara Wilcox
- Alien